# Kościół św. Stanisława Biskupa i Męczennika w Dzisnej
Kościół św. Stanisława Biskupa i Męczennika – zabytkowy kościół filialny z XVI wieku, położony w Dzisnej, w województwie zachodniopomorskim, w powiecie goleniowskim, w gminie Przybiernów. Wpisany do rejestru zabytków pod numerem  A-1269 z 18 czerwca 1954 roku. Jest jednym z najstarszych kościołów ryglowych na terenie Pomorza Zachodniego. We wnętrzu znajdują się unikatowe, siedemnastowieczne polichromie będące przykładem sztuki ludowej tych terenów. W literaturze obiekt określany jest jako „niezwykle cenny zabytek” lub nawet jako „najcenniejszy drewniany obiekt na Pomorzu Zachodnim”.

## Historia
Kościół powstał pod koniec XVI wieku (najprawdopodobniej w 1591 – taka data znajdowała się na witrażach herbowych w oknach świątyni). Pierwsza wzmianka o kościele pochodzi z 1595. Około 1673 kościół wzbogacił się o ryglową wieżę (została ona rozebrana w 1906). Zachowane do dziś wyposażenie pochodzi z XVII wieku.
Fundatorem kościoła był ród Köllerów, którzy władali wsią do 1920. Po zmianie właściciela pojawił się wśród mieszkańców wsi pomysł zburzenia dotychczasowego kościoła i postawieniu na jego miejscu nowej, murowanej świątyni, co podnieść miało prestiż miejscowości. W dzieło obrony kościoła zaangażował się ówczesny konserwator zabytków prowincji Pomorze – dr Frantz Balke. Dzięki jego staraniom odstąpiono od planów rozbiórki, a w 1928 kościół został poddany pracom konserwatorskim.
W czasie II wojny światowej świątynia nie ucierpiała. W okresie powojennym była wykorzystywana jako owczarnia. 18 czerwca 1954 roku kościół został wpisany do rejestru zabytków pod numerem 21. W 1976 budynek powrócił do pełnienia funkcji sakralnych. Wstępny remont kościoła przeprowadzono w latach 1978–1981. Remont kapitalny miał miejsce w latach 1993–1995. Zakres prac obejmował m.in. dobudowanie drewnianej wieży oraz zrekonstruowanie ołtarza głównego i oszklenia witrażowego.

## Wyposażenie
Wewnątrz, nad wejściem, znajduje się drewniana empora chóru muzycznego, której balustradę zdobią postacie dwunastu apostołów. W prezbiterium uwagę zwraca barokowy ołtarz z 1607 roku, zwieńczenie ołtarza wykonano w 1682, z centralnym obrazem przedstawiającym zdjęcie z krzyża. Kościół jest także ozdobiony cennymi, XVII-wiecznymi polichromiami stropu o ludowym charakterze. Na płaskim stropie oraz skośnych fasetach znajdują się malowidła wykonane przez Michaela Wurma w XVII w. Strop pokryty jest roślinnymi ornamentami, pomiędzy którymi umieszczone zostały twarze aniołów. Fasety przedstawiają sceny biblijne ze Starego i Nowego Testamentu, takie jak: Stworzenie Świata, Stworzenie Ewy, Grzech Pierworodny, Wygnanie z Raju, Narodzenie Chrystusa, Ukrzyżowanie, Zmartwychwstanie, Wniebowstąpienie i Sąd Ostateczny. Wygląd wielu przedstawionych postaci jest wzorowany na ówczesnych strojach żołnierzy i dostojników szwedzkich, którzy panowali wówczas na Pomorzu Zachodnim. Całość – pełna uproszczeń i naiwności jest typowym przykładem sztuki ludowej. Zwraca uwagę również bogato zdobiona ambona z 1650 roku, zbudowana na filarze, z dekoracyjnym baldachimem i kolumienkami.

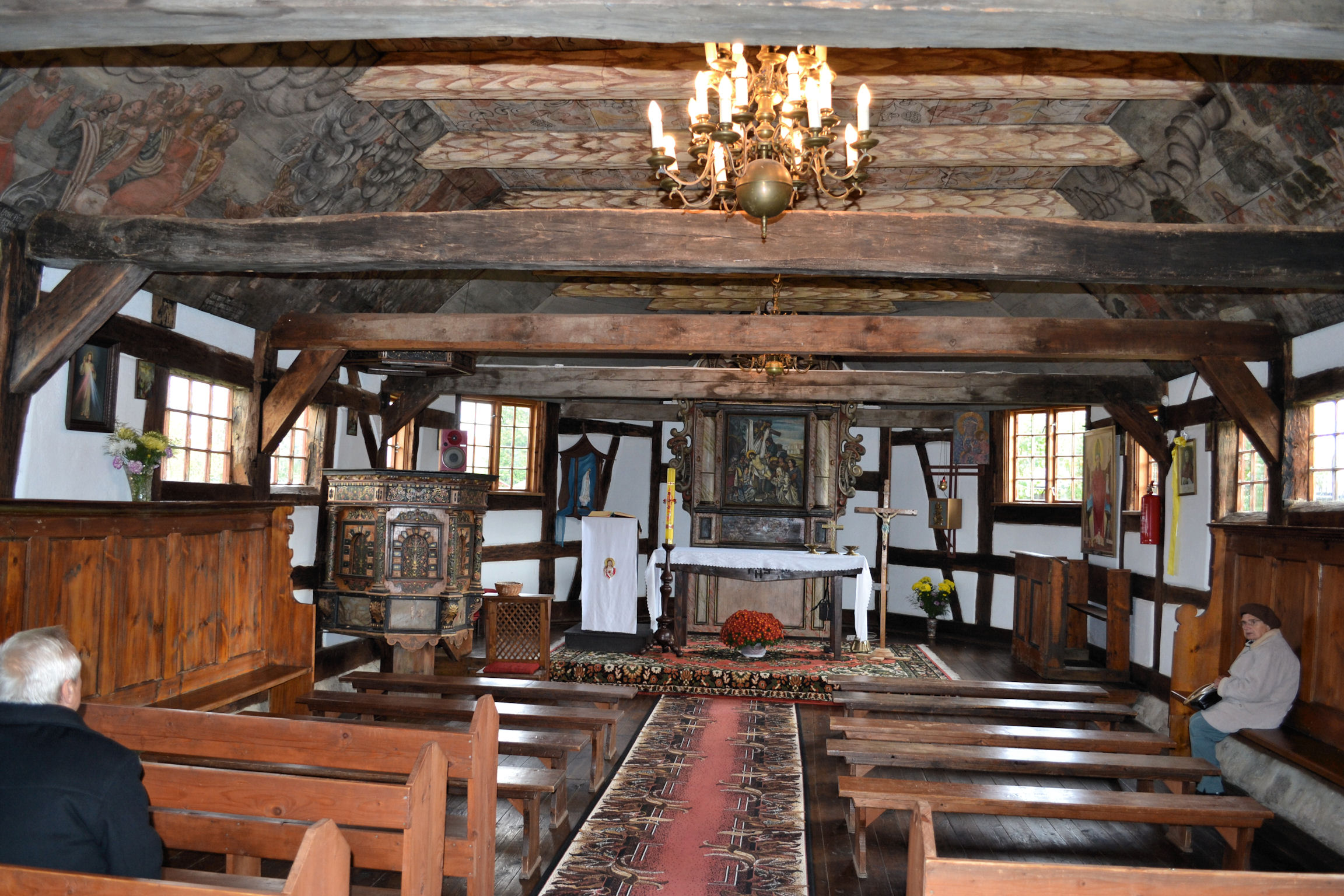
Wnętrze kościoła w Dzisnej